# Scuola di guerra dell'esercito americano
L'United States Army War College (USAWC) è un college per lo stato maggiore dell'esercito americano a Carlisle Barracks, Pennsylvania, ubicato a Carlisle, su 500 acri (2 km 2 ) di campus della storica caserma Carlisle. Fornisce istruzione di livello universitario a ufficiali militari di alto livello, funzionari governativi e civili per prepararli a incarichi e responsabilità di leadership di alto livello.
Ogni anno, un certo numero di colonnelli e tenenti colonnelli dell'esercito vengono presi in considerazione da una commissione per l'ammissione. Circa 800 studenti partecipano contemporaneamente, metà in un programma di apprendimento a distanza di due anni e l'altra metà in un programma residenziale a tempo pieno nel campus della durata di dieci mesi. Al termine del corso, il college rilascia ai laureati un master in studi strategici.
L'Army War College è un'istituzione con funzioni divise. Particolare attenzione è data alla ricerca e agli studenti vengono impartite anche lezioni su leadership, strategia e operazioni congiunte/internazionali. È uno dei college di servizio più importanti, insieme al Naval War College e all'USAF Air War College . Inoltre, il Dipartimento della Difesa degli Stati Uniti gestisce il National War College.

## Missione
Secondo il Regolamento 10–87 dell'Esercito degli Stati Uniti, l'Army War College "educa e sviluppa leader per il servizio a livello strategico, promuovendo al contempo la conoscenza nell'applicazione globale della potenza terrestre".

## Storia

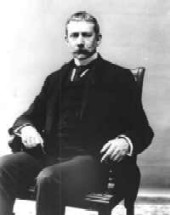
Elihu Root

Istituito sulla base dei principi appresi durante la guerra ispano-americana, il college fu fondato dal Segretario alla Guerra Elihu Root e dal Presidente Theodore Roosevelt e formalmente istituito con l'Ordine Generale 155 il 27 novembre 1901. Come sito venne scelta la caserma Washington Barracks, oggi Fort Lesley J. McNair, a Washington, DC. Il 21 febbraio 1903 Roosevelt partecipò alla posa massonica della prima pietra della Roosevelt Hall.
Il primo presidente dell'Army War College fu il maggiore generale Samuel BM Young  nel luglio 1902 e i primi studenti frequentarono il college nel 1904.
Durante la presidenza di Montgomery M. Macomb nel 1916, il presidente Woodrow Wilson accusò studenti e personale di pianificare la partecipazione a una guerra offensiva, nonostante gli Stati Uniti non fossero entrati nella prima guerra mondiale. Wilson non fu convinto dalla spiegazione di Macomb secondo cui il college era interessato solo alla crescita intellettuale e allo sviluppo professionale dei suoi studenti e insistette affinché la scuola riducesse le sue attività per garantire che gli Stati Uniti mantenessero la loro neutralità.
Malin Craig servì come comandante prima di essere nominato Capo di Stato Maggiore dell'Esercito degli Stati Uniti nel 1936, e gli succedette Walter S. Grant. Il college rimase nella Washington Barracks fino agli anni '40, quando fu chiuso a causa della seconda guerra mondiale . Riaprì nel 1950 a Fort Leavenworth e un anno dopo si trasferì nella sua sede attuale.

## Centro per la leadership strategica
Il Center for Strategic Leadership (CSL) pone l'accento sulla formazione esperienziale, sulla formazione dei dirigenti senior, sul supporto alla ricerca dei dirigenti senior dell'esercito e sul supporto sia all'US Army War College (USAWC) che agli sforzi di comunicazione strategica dei dirigenti senior dell'esercito. Lo staff professionale di CSL e la struttura Collins Hall ospitano, supportano, sviluppano e gestiscono eventi, tra cui workshop, simposi, conferenze, giochi ed esercitazioni incentrati su un'ampia gamma di questioni e concetti di leadership strategica e sicurezza nazionale a supporto dell'USAWC, dell'esercito statunitense e delle comunità interagenzia e congiunte.

### Programma di arte strategica di base
Il Basic Strategic Art Program è uno dei programmi accademici insegnati presso l'US Army War College. Quando il programma fu fondato nel 2003, il suo scopo era quello di fornire agli ufficiali appena assegnati all'Area funzionale 59 (Stratega, precedentemente Piani strategici e politica) un'introduzione alla strategia e alle competenze, conoscenze e attributi necessari come base per il loro progressivo sviluppo come strateghi dell'esercito.
Gli ufficiali dell'FA 59 sono stati impiegati in combattimento fin dall'inizio della guerra al terrorismo, in seguito agli attacchi dell'11 settembre 2001. Da allora, i laureati di questo programma hanno ricoperto posizioni chiave in Iraq e Afghanistan, in tutti i comandi combattenti e al Pentagono.

## Istituto per le operazioni di mantenimento della pace e della stabilità
Il Peacekeeping and Stability Operations Institute (PKSOI) ha sede presso il War College. La missione dell'istituto è quella di fungere da Centro di eccellenza dell'esercito statunitense per le operazioni di stabilità e pace a livello strategico e operativo, al fine di migliorare le capacità e l'esecuzione militari, delle agenzie civili, internazionali e multinazionali.

## Alunni rilevanti
- John A. Lejeune, Class of 1910
- Hunter Liggett, Class of 1910
- Samson L. Faison, Class of 1911
- Ben Hebard Fuller, Class of 1914
- John Wilson Ruckman, Class of 1915
- Walter Krueger, Class of 1921
- Charles H. Corlett, Class of 1925
- Edmund L. Gruber, Class of 1927
- Dwight D. Eisenhower, Class of 1928
- Simon Bolivar Buckner Jr., Class of 1929
- Roy Geiger, Class of 1929
- Oscar Griswold, Class of 1929
- Clarence R. Huebner, Class of 1929
- Lesley J. McNair, Class of 1929
- Troy H. Middleton, Class of 1929
- Franklin C. Sibert, Class of 1929
- Willis D. Crittenberger, Class of 1930
- Robert L. Eichelberger, Class of 1930
- Charles P. Hall, Class of 1930
- Jesse B. Oldendorf, Class of 1930
- Frank Jack Fletcher, Class of 1931
- William R. Schmidt, Class of 1931
- Gilbert R. Cook, Class of 1932
- Leonard T. Gerow, Class of 1932
- Wade H. Haislip, Class of 1932
- Thomas Holcomb, Class of 1932
- John P. Lucas, Class of 1932
- Alexander M. Patch, Class of 1932
- George S. Patton Jr., Class of 1932
- Frank M. Andrews, Class of 1933
- George Kenney, Class of 1933
- Edward Almond, Class of 1934
- Omar Bradley, Class of 1934
- Ulysses S. Grant III, Class of 1934
- Lewis Blaine Hershey, Class of 1934
- Ernest N. Harmon, Class of 1934
- Jonathan Wainwright, Class of 1934
- Norman Cota, Class of 1936
- John R. Hodge, Class of 1936
- Richard Marshall, Class of 1936
- Edward H. Brooks, Class of 1937
- Mark W. Clark, Class of 1937
- Matthew Ridgway, Class of 1937
- Walter Bedell Smith, Class of 1937
- J. Lawton Collins, Class of 1938
- Leslie Groves, Class of 1939
- Paul R. Hawley, Class of 1939
- Hoyt Vandenberg, Class of 1939
- Anthony McAuliffe, Class of 1940
- Maxwell D. Taylor, Class of 1940
- Pedro del Valle, Class of 1940
- William Westmoreland, Class of 1951
- Bruce Palmer Jr., Class of 1952
- Creighton Abrams, Class of 1953
- Earl E. Anderson, Class of 1960
- Bernard W. Rogers, Class of 1960
- Lowell Ward Rooks, Class of 1937
- Alexander Haig, Class of 1966
- Donn A. Starry, Class of 1966
- H. Norman Schwarzkopf, Class of 1973
- Lewis Sorley, Class of 1973
- George Joulwan, Class of 1978
- John M. Shalikashvili, Class of 1978
- Gordon R. Sullivan, Class of 1978
- Muhammadu Buhari (Nigerian Army, President of Nigeria), Class of 1980
- William W. Hartzog, Class of 1981
- Richard Myers, Class of 1981
- Clara Leach Adams-Ender, Class of 1982
- Donald Fowler, Class of 1983
- Thomas E. White, Class of 1984
- W. Patrick Lang, Class of 1985
- Tommy Franks, Class of 1985
- James Peake, Class of 1988
- Lance L. Smith, Class of 1990
- Abdulkadir Sheikh Dini (Somali Army), Class of 1990
- William G. Boykin, Class of 1991
- Walter E. Gaskin, Class of 1993
- John Kimmons, Class of 1995
- Raymond T. Odierno, Class of 1995
- Lloyd Austin, Class of 1996
- Chiu Kuo-cheng (Taiwan Minister of National Defense), Class of 1999
- Vijay Kumar Singh (Indian Army), Class of 2001
- Frank J. Corte, Jr., Class of 2002
- Parami Kulatunga (Sri Lankan Army), Class of 2003
- Jeffrey W. Talley, Class of 2003
- Bikram Singh, (Indian Army), Class of 2004
- Joe Heck, Class of 2006
- Jeronim Bazo, (Albanian Armed Forces, Chief of the Albanian General Staff) Class of 2006
- Abdel Fattah el-Sisi, (Egyptian Army, President of Egypt) Class of 2006
- Paul M. Nakasone, Class of 2007
- Rizwan Akhtar (Pakistani Army) (Director General Inter-Services Intelligence (ISI)), Class of 2008
- Ihor Hordiichuk, (Ukraine) Class of 2008
- Doug Mastriano, Class of 2010
- Naveed Mukhtar (Pakistani Army) (Director General Inter-Services Intelligence (ISI)), Class of 2011
- Dany Fortin, (Canada) Class of 2016
- Christopher G. Musa, (Nigeria) Class of 2017
- Tracey Poirier, Class of 2017
- Matthew P. Beilfuss, Class of 2018
- Ejup Maqedonci, (Kosovo) Minister of Defense, Class of 2019